# Rudniki (powiat suwalski)
Rudniki – wieś w Polsce położona w województwie podlaskim, w powiecie suwalskim, w gminie Raczki.
| SIMC    | Nazwa           | Rodzaj    |
| ------- | --------------- | --------- |
| 1013460 | Linia Dziarnowa | część wsi |
| 1013499 | Linia Leśna     | część wsi |
| 1013772 | Za Torem        | część wsi |

Wieś królewska ekonomii grodzieńskiej położona była w końcu XVIII wieku w powiecie grodzieńskim województwa trockiego. W latach 1975–1998 miejscowość należała administracyjnie do województwa suwalskiego.